# Gerolsteiner Brunnen

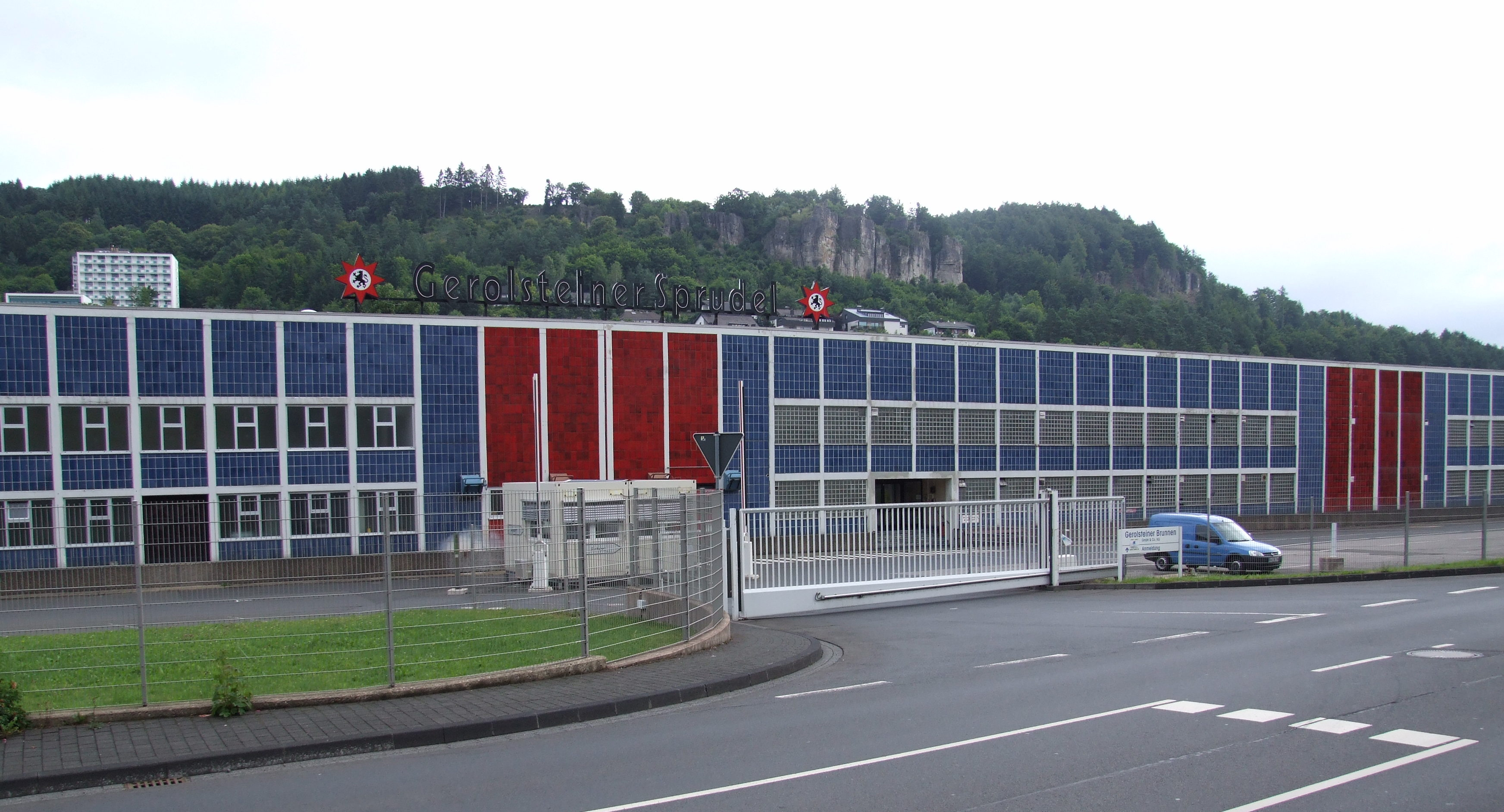
Fábrica de Gerolsteiner Brunnen

Gerolsteiner Brunnen GmbH & Co. KG, conocido también simplemente como Gerolsteiner, es una compañía alemana que comercializa agua mineral con sede en Gerolstein, en la región montañosa de Eifel. Es muy conocida por su marca Gerolsteiner Sprudel, un agua mineral embotellada carbonatada de manera natural. Dicho producto, además de hidrógeno y oxígeno (H2O) y carbono (CO2), contiene al menos los siguientes elementos químicos en cantidades de 100 o más microgramos por litro: bromo, calcio, cloro, flúor, litio, magnesio, manganeso, nitrógeno, potasio, silicio, sodio, estroncio (natural, no el estroncio-90 radioactivo) y azufre.
Gerolsteiner fue el patrocinador principal del equipo ciclista Gerolsteiner (1998-2008).

## Composición química[1]
| Componente  | Medida en mg/l |
| ----------- | -------------- |
| Bicarbonato | 1816           |
| Natrium     | 118            |
| Magnesio    | 108            |
| Kalium      | 11             |
| Cloruro     | 40             |
| Calcio      | 348            |
| Sulfato     | 38             |